# Johann Gottfried Tamitius
Johann Gottfried Tamitius, auch Damitius († vor 27. November 1741), war ein deutscher Orgelbauer.

## Leben
Sein Vater war der Dresdner Hoforgelbauer Andreas Tamitius (1633–1700). Johann Gottfried Tamitius wirkte an der Cottbusser St. Nikolai-Kirche (Oberkirche). In den Jahren 1738 bis 1740 reparierte und veränderte er die ursprüngliche Orgel, beendete jedoch sein Werk nicht mehr. Man vermerkte dazu: Vom 27. Febr. 1738 bis Jan. 1741 war wieder starke Reparatur. So lange dauerte sie, weil der Orgelbauer Damitius kränkelte und starb. Die Orgel war auch im Juni 1742 nicht bespielbar, wie der Organist beklagte. Sein Bruder war der bekannte Orgelbauer Johann Gottlieb Tamitius (1691–1769).